# Argyrogrammana subota
Argyrogrammana subota is een vlindersoort uit de familie van de prachtvlinders (Riodinidae), onderfamilie Riodininae.
Argyrogrammana subota werd in 1877 beschreven door Hewitson.